# Allerheiligen (Unterröppisch)

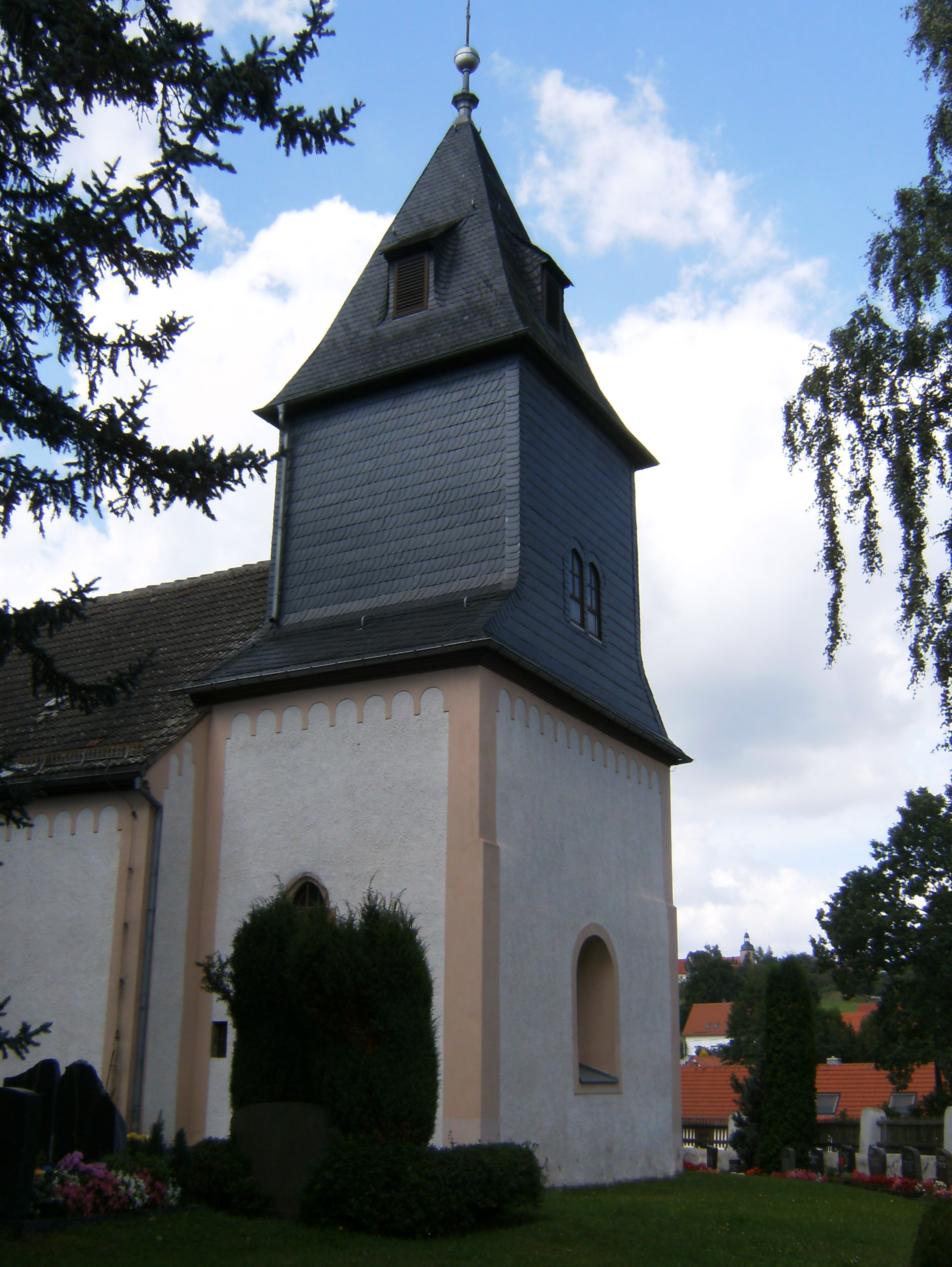
Allerheiligenkirche

Die evangelisch-lutherische Allerheiligenkirche steht am südlichen Ortsrand in der Weidaer Straße in Unterröppisch, einer Ortslage im Stadtteil Röppisch der Stadt Gera in Thüringen. Die Kirche steht unter Denkmalschutz. Sie gehört zur Kirchengemeinde Röppisch im Pfarrbereich Gera-Lusan im Kirchenkreis Gera der Evangelischen Kirche in Mitteldeutschland.

## Beschreibung
Ursprünglich wurde die romanische Saalkirche mit eingezogenem, quereckigen Chor und Apsis im 13. Jahrhundert erbaut. Der Bau in seiner heutigen Form stammt aus dem 17./18. Jahrhundert. Bei Umbauten wurde der Chorturm aufgesetzt und die Apsis abgebrochen. Das oberste, quadratische, eingezogene Geschoss des Turms ist aus verschiefertem Fachwerk. Darauf befindet sich ein verschiefertes Pyramidendach mit Dachgauben, in dessen Glockenstuhl die Glocke von 1475 hängt. 1893 wurde die Kirche umfassend neuromanisch umgestaltet und die Kirchenausstattung erneuert. In den 1990er Jahren wurde die Kirche restauriert, die Arbeiten wurden 1993 abgeschlossen.
Die Orgel mit fünf Registern, verteilt auf ein Manual und ein Pedal, wurde 1890 vom Orgelbauer des preußischen Hofes Carl-Friedrich Zillgitt aus Gera gebaut.